# Akute Belastungsreaktion
Die akute Belastungsreaktion (Abkürzung ABR; genauer Reaktion auf akute Belastung; englisch acute stress disorder, ASD) ist eine Reaktion der menschlichen Psyche auf ein außergewöhnliches Belastungsereignis. Hierbei mangelt es der Psyche vorübergehend an einer Bewältigungsstrategie, demzufolge alle ihre Verarbeitungsmechanismen zusammenbrechen.
Die akute Belastungsreaktion, in der WHO-Erkrankungsklassifikation gemäß ICD-10 F43.0 kodiert, wird jedoch als normale Reaktion eingestuft. Im DSM (englisch Diagnostic and Statistical Manual of Mental Disorders, deutsch Klassifikationssystem für psychische Störungen) ist sie unter 308.3 als akute Belastungsstörung kodiert.

## Ähnliche Begriffe
- Psychische Dekompensation
- Umgangssprachlich Nervenzusammenbruch (englisch nervous breakdown) als unpräzise Sammelbezeichnung für psychische Ausnahmereaktionen.[1]
- Akute Krisenreaktion
- Psychischer Schock

## Auslöser
Häufige Auslöser sind traumatische Erlebnisse, wie etwa Unfälle, Naturkatastrophen, Gewalterfahrungen oder Todesfälle, aber auch fortdauernde Stressbelastungen. Die Belastung stellt in der Regel eine ernsthafte Bedrohung der Sicherheit und körperlichen Unversehrtheit oder eine plötzliche und bedrohliche Veränderung der sozialen Situation des Betroffenen dar. Abhängig von der individuellen psychischen Konstitution des Betroffenen können aber auch vermeintlich weniger einschneidende Erlebnisse zu einer akuten Belastungsreaktion führen (siehe: Diathese-Stress-Modell).

## Diagnose
Im ICD-10 wird die akute Belastungsreaktion als gemischtes Bild beschrieben, beginnend mit einer Art von „Betäubung“, mit Bewusstseinseinengung und eingeschränkter Aufmerksamkeit, einer Unfähigkeit, Reize zu verarbeiten, und Desorientiertheit, oft gefolgt von Rückzug aus der Umweltsituation (bis hin zu dissoziativem Stupor) oder aber einem Unruhezustand und Überaktivität (wie Fluchtreaktion oder dissoziative Fugue). Vegetative Zeichen panischer Angst wie Tachykardie, Schwitzen und Erröten treten zumeist auf. Teilweise oder vollständige Amnesie bezüglich dieser Episode kann vorkommen.
In der Akutphase – dem sogenannten peritraumatischen Zeitraum (peritraumatische Phase) – ist vor allem eine Betäubung der betroffenen Person auffällig. Sie scheint wichtige Aspekte der Situation nicht zu bemerken oder führt Handlungen durch, die unangebracht oder völlig sinnlos erscheinen (Bewusstseinseinengung, Wahrnehmungsstörung und Desorientiertheit). Außerdem kommen dissoziative Symptome vor, also das Gefühl, nicht man selbst zu sein oder alles wie durch einen Filter oder eine Kamera zu erleben (Depersonalisation, Derealisation). Zumeist am eindrucksvollsten für den Außenstehenden sind die starken emotionalen Schwankungen des Menschen, der eine akute Belastungsreaktion erlebt. Ausgeprägte Trauer kann sich innerhalb kurzer Zeit mit Wut oder Aggression oder scheinbarer Teilnahmslosigkeit abwechseln. Begleitet werden können die oben genannten Zeichen von einer vegetativen Reaktion, also von allgemeinen Stressreaktionen wie Schwitzen, Herzrasen, Zittern oder Übelkeit.
In der Verarbeitungsphase kann es zu einem Wiedererleben (Intrusion) der Ereignisse kommen. Dies kann auch in Form von Albträumen oder auch als sich aufdrängende Erinnerungen (Flashbacks) geschehen. Eine mögliche Folge dieses Wiedererlebens ist das Vermeidungsverhalten, zum Beispiel fährt der Betroffene nach einem Verkehrsunfall zunächst nicht mehr dieselbe Strecke wie vorher.
Differentialdiagnostisch müssen die posttraumatische Belastungsstörung und die Anpassungsstörung von der akuten Belastungsreaktion abgegrenzt werden.

## Verlauf
Der Beginn einer akuten Belastungsreaktion setzt üblicherweise mit dem Erleben der belastenden Situation ein. Die Reaktion dauert Stunden bis Tage, in seltenen Fällen Wochen. Dabei unterscheiden sich die Symptome in der Akutphase von denen der anschließenden Verarbeitungsphase. Im Verlauf verändern sich die Beschwerden, nehmen normalerweise ab und verschwinden üblicherweise völlig.
Halten die Symptome länger als vier Wochen an und liegt dadurch eine psychische oder soziale Beeinträchtigung vor, so spricht man von einer Anpassungsstörung oder einer posttraumatischen Belastungsstörung (PTBS), bei der es sich um eine therapiebedürftige Erkrankung handelt.